# Gepivoteerde isotomische kubische kromme
Een gepivoteerde isotomische kubische kromme is een type gepivoteerde isokubische kromme. De kromme wordt door de isotomische verwantschap en een vast punt {\displaystyle P} bepaald, de pivot genoemd.
De kubische kromme van Lucas is een voorbeeld van een gepivoteerde isotomische kubische kromme.
De naam zelfisotomische kubische kromme, die soms wordt gebruikt gebruikt, is verwarrend, omdat ook andere kubische krommen bestaan die invariant zijn onder isotomische verwantschap.

## Coördinaten
In barycentrische coördinaten is de vergelijking van de gepivoteerde isotomische kubische kromme met pivot {\displaystyle P=(u:v:w)} gegeven door
{\displaystyle {\mathcal {K}}:ux(y^{2}-^{2})+vy(z^{2}-x^{2})+wz(x^{2}-y^{2})=0}

## Eigenschappen
- De punten {\displaystyle A,B,C,P,P'}, de hoekpunten van de ceva-driehoek van {\displaystyle P}, het zwaartepunt en de hoekpunten van diens anti-ceva-driehoek liggen op {\displaystyle {\mathcal {K}}}.
- De raaklijnen aan {\displaystyle {\mathcal {K}}} in {\displaystyle A,B} en {\displaystyle C} gaan door één punt.

## Websites
- MathWorld. Pivotal Isotomic Cubic.